# 居特尔斯洛
居特尔斯洛是德国北莱茵-威斯特法伦州的一个市镇。总面积112.00平方公里，总人口96758人，其中男性47433人，女性49325人（2011年12月31日），人口密度864人/平方公里。